# Rybovití obratlovci

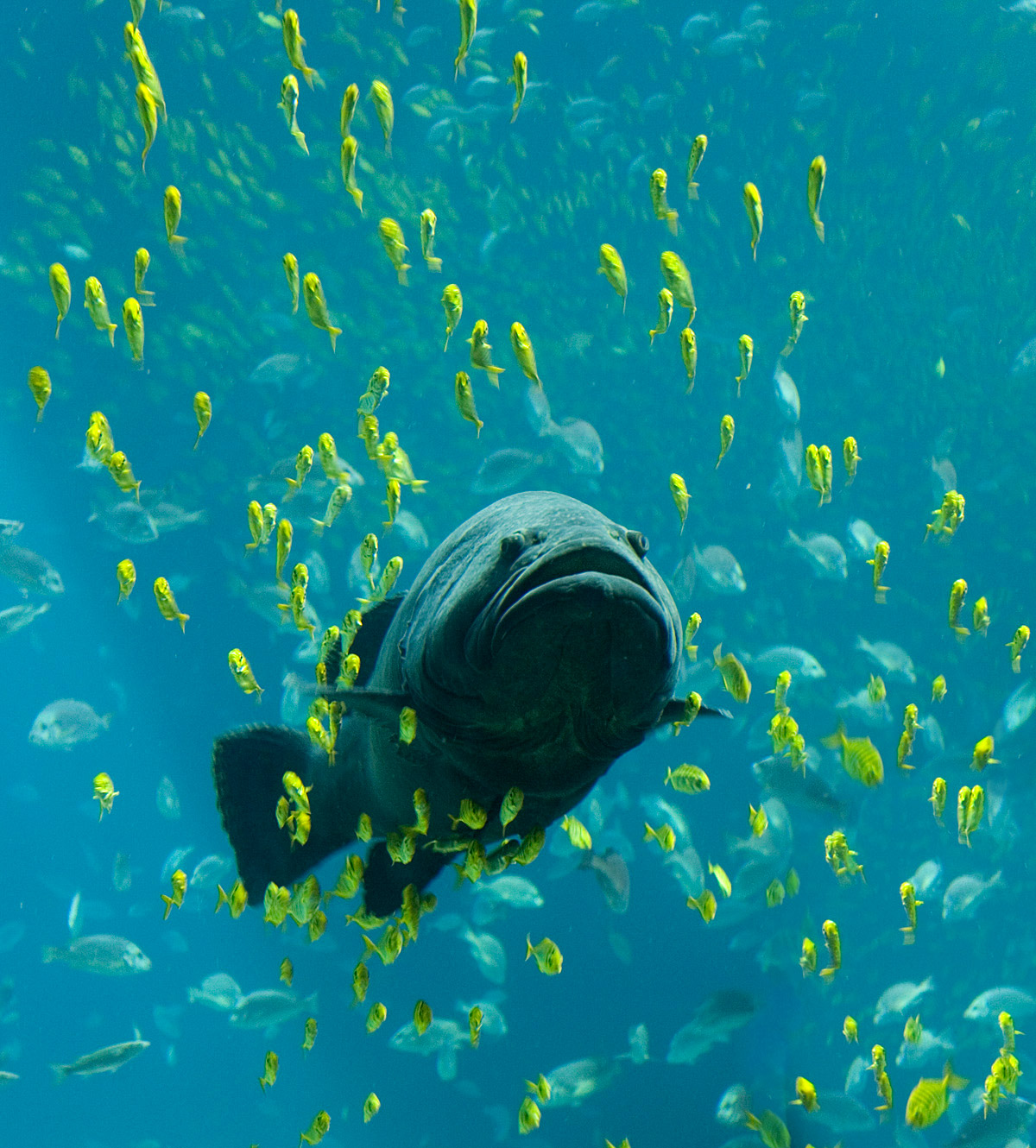
ryby v akváriu

Rybovití obratlovci (často též ryby a rybovití obratlovci) nebo ploutvovci (Pisces) jsou parafyletickou (společného předka obsahující) skupinou, která zahrnuje všechny obratlovce s výjimkou čtyřnožců, tedy všechny bezčelistnatce (Agnatha), paryby (Chondrichthyes), pravé ryby (Osteichthyes) (mezi které patří svaloploutví (Sarcopterygii) a paprskoploutví (Actinopterygii)) a některé fosilní skupiny jako pancířnatci (Placodermi) či trnoploutví (Acanthodii). V biologickém kontextu odpovídá pojem rybovitý obratlovec anglickému termínu fish a podobným slovům v dalších jazycích. Rybovitými obratlovci se zaobírá vědní obor ichtyologie.